# Das Sommermärchen oder des Maultiers Zaum
Das Sommermärchen oder des Maultiers Zaum ist ein Versmärchen von Christoph Martin Wieland.

## Entstehung und Veröffentlichung
Die Geschichte wurde zuerst im Juli 1777 in der von Wieland herausgegebenen Zeitschrift Der Teutsche Merkur veröffentlicht, mit dem Untertitel Eine Erzählung aus der Tafelrunde-Zeit. Die erste Einzelausgabe erschien 1788 in Wien, im Verlag des späteren K.K. Prinzenerziehers Joseph Anton Ignaz von Baumeister. Die Ausgabe letzter Hand erschien 1796 im 18. Band der Sämmtlichen Werke, mit dem Untertitel Eine Erzählung. Die Geschichte beruht auf einer französischen Erzählung aus dem Sagenkreis um König Artus. In der Ausgabe von 1796 gibt Wieland Chrétien de Troyes als Quelle an.

## Form
Der Text besteht aus zwei Teilen und ist in gereimten, jambischen Versen verfasst, Verslänge und Reimschema sind unregelmäßig.

## Handlung

### Erster Teil
Zum Schloss von König Artus kommt eines Morgens eine schöne junge Frau geritten und beklagt, dass man ihr das Zaumzeug ihres Maultiers geraubt habe. Wer von den Rittern der Tafelrunde ihr das Zaumzeug wiederbringt, dem möchte sie „zum Dank sein treues Liebchen seyn“. Artus’ Seneschall, der eitle und prahlerische Ritter Gries, verspricht es ihr und macht sich mit dem Maultier der Dame auf den Weg. Das Maultier hat offenbar Zauberkräfte und trägt ihn in Windeseile zu einem großen Wald. Gries hört das Gebrüll von Löwen und fürchtet sich, in den Wald zu reiten. Vor dem Anblick des Maultiers werden die Löwen jedoch zahm und ziehen sich zurück. Dann reitet Gries durch ein tiefes Tal, in dem Drachen lauern. Auch hier fürchtet er sich, wird aber vom Maultier sicher hindurchgetragen. Er gelangt zu einem Schloss, in dem er das Zaumzeug vermutet, und muss einen Fluss überqueren, um dorthin zu gelangen. Die Brücke ist aber so schmal, dass Gries fürchtet, in den Fluss zu stürzen, und stattdessen unverrichteter Dinge den Rückweg antritt.
Auf König Artus’ Schloss macht man sich lustig über Gries’ Feigheit, und die junge Dame ist untröstlich darüber, ihr Zaumzeug nicht zurückzuerhalten. Da kehrt Artus’ Neffe, Ritter Gawin, von einer Reise zurück und verspricht ihr, gleich zur Suche des Zaumzeugs aufzubrechen.

### Zweiter Teil
Gawin gelangt zum selben Schloss wie vor ihm Ritter Gries, reitet über die schmale Brücke und muss sieben Ritter und sieben Drachen töten, bevor er das Schloss betreten kann. Dort erwartet ihn ein „himmellanger Mohr“, offenbar der Herr des Schlosses. Gawin verlangt das Zaumzeug, der Mohr zögert aber dessen Übergabe immer wieder hinaus: Zunächst lädt er den Gast zu einem Mittagessen und dann zu einem Spaziergang durch den Garten ein. Im Gras schläft Gawin ein, und als er erwacht, ist es schon Abend. Er wird zu einem Konzert und zum Abendessen geladen und anschließend genötigt, die Nacht im Schloss zu verbringen. Der Mohr schickt ihm vier junge Dienerinnen in sein Schlafzimmer, die ihn verführen sollen – allerdings erfolglos. Als Gawin am nächsten Morgen die Geduld verliert und auf die Herausgabe des Zaumzeugs drängt, fordert der Mohr ihn zum Zweikampf heraus: Erst wenn es ihm gelinge, dem Mohr den Kopf abzuschlagen, bekomme er das Zaumzeug. Im Kampf behält Gawin zwar die Oberhand, da der Mohr sich aber immer wieder in verschiedene Tiergestalten verwandelt, gelingt es ihm erst nach Stunden, ihn zu enthaupten.
Bevor er nun das Zaumzeug erhalten soll, wird er von der Herrin des Hauses zum Essen geladen, von deren Schönheit Gawin überwältigt ist. Sie fleht ihn an, ihr das Zaumzeug zu lassen, und erklärt ihm, warum ihr Glück, ja sogar ihr ganzes Leben daran hänge:
Sie ist eine Fee, und die Dame mit dem Maultier ihre Schwester. Die Schwester kam wunderschön zur Welt, sie selbst jedoch hässlich. Als Ausgleich dafür vermachte ihr Vater, ein Druide, ihr seinen ganzen Besitz, sein Schloss und seinen Zauberstab, der Schwester jedoch nur das verzauberte Maultier und das Zaumzeug. Dieses Zaumzeug aber verleiht seiner Besitzerin ewige Jugend und Schönheit. Daher will die Schlossherrin es behalten, da ihre Schwester sowieso schön sei und es nicht nötig habe.
Ob diese Geschichte stimmt, ist für Gawin nicht entscheidend, ihm geht es um seine Ritterehre: Er hat sein Wort gegeben, der Dame in Artus’ Schloss das Zaumzeug zurückzubringen, also muss er dies auch ausführen. Ein Diener bringt ihm das Zaumzeug, und während er zu seinem „Liebchen“ zurückkehrt, verzweifelt die Schlossherrin über den Verlust ihrer Schönheit und sticht sich einen Dolch ins Herz.

## Adaption
Eine für Kinder überarbeitete Version findet sich 1778 im dritten Band der Kinderspiele und Gespräche von Johann Gottlieb Schummel: In dem Dialog Das kranke Kind, oder die drei Märchen besuchen die drei Brüder Peter, Anton und Joseph ihren kranken Freund Ferdinand und unterhalten ihn mit Geschichten, unter anderem mit einem eng an Wielands Vorlage angelehnten Märchen.